# Ares Design S Project
L'Ares Design S Project est une voiture de sport produite à 24 exemplaires par le constructeur automobile italien Ares Design à partir de 2020.

## Présentation
L'Ares Design S Project est présentée le 11 septembre 2020.

## Caractéristiques techniques
La GT repose sur la huitième génération de Chevrolet Corvette. Elle reprend le châssis et la boîte de vitesses à double embrayage à 8 rapports de la Muscle car américaine.